# Philip Kapleau

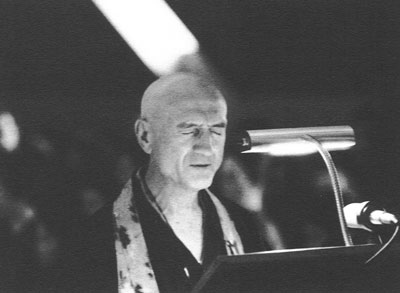
Philip Kapleau

Philip Kapleau (* 20. August 1912 in New Haven, Connecticut; † 6. Mai 2004 in Rochester, New York) war ein US-amerikanischer Zen-Mönch und Autor.
Philip Kapleau wuchs in  einer Arbeiterfamilie auf. Als junger Mann studierte er Jura und arbeitete anschließend mehrere Jahre als Gerichtsreporter in verschiedenen Gerichten Connecticuts. Dies machte er so gut, dass er 1945 zuerst zu einem Haupt-Berichterstatter der Nürnberger Prozesse berufen wurde und im Anschluss daran über die Tokioter Prozesse berichtete.
Die Beschäftigung mit den Gräueltaten des Zweiten Weltkriegs berührte ihn sehr tief und ließ eine tiefe Spiritualität in ihm erwachen, die sein weiteres Leben prägte.

## Zen-Buddhismus
Während seiner Zeit in Japan begann Kapleau, sich für den Zen-Buddhismus zu interessieren und wurde Schüler von D. T. Suzuki und anderen Zen-Lehrern. Als er 1950 nach Amerika zurückkehrte, studierte er bis 1953 bei D. T. Suzuki, der eine Professur an der Columbia University hatte, buddhistische Philosophie. Allein die geistige Beschäftigung mit dem Buddhismus genügte ihm jedoch nicht und so trat er 1953 in ein Zen-Kloster in Japan ein. Die nächsten 13 Jahre unterzog sich Philip Kapleau einem sehr harten Training unter drei Lehrern, bevor er 1965 ordiniert wurde und die Lehrerlaubnis erhielt.
In dieser Zeit entdeckte er auch seine schriftstellerischen Qualitäten neu und transkribierte u. a. Lehrer-Schüler-Gespräche, interviewte Mönche und bot somit Einblicke in den monastischen Alltag. Als ein Resultat dieser Arbeit veröffentlichte Kapleau 1965 sein Buch The Three Pillars of Zen (dt. Die drei Pfeiler des Zen (1969), Übersetzung ins Deutsche durch Brigitte D’Ortschy). Es wurde zu einem Weltbestseller und Standardwerk des Zen, denn Kapleau gelang es darin, der „westlichen Welt“ die Zen-Kultur nahezubringen. Zu dieser Thematik veröffentlichte Kapleau noch mehrere Bücher.
Im Jahr 1996 erfüllte sich für Kapleau ein lang ersehnter Wunsch, als ein guter Freund der Familie sein Grundstück stiftete und er darauf das Chapin Mill Retreat Center, ein buddhistisches Zentrum, eröffnete.

## Werke (Auswahl)
- Die drei Pfeiler des Zen. Lehre, Übung, Erleuchtung, Barth, Frankfurt/M. 2004, ISBN 3-502-61132-7
- Der vierte Pfeiler des Zen. Der Weg, das Wunderbare im Alltäglichen zu entdecken, Barth, Frankfurt/M. 2000, ISBN 3-502-64356-3
- Das Zen-Buch vom Leben und vom Sterben. Ein spiritueller Ratgeber, Barth, Frankfurt/M. 2001, ISBN 3-502-61057-6
- Erleuchtung nicht ausgeschlossen. Zen-Geschichten, Zen-Gespräche, Herder, Freiburg/B.2003, ISBN 3-451-05325-X